# Połoski region statystyczny
Połoski region statystyczny (mac. Полошки регион) – jeden z ośmiu regionów statystycznych w Macedonii Północnej. Jest w większości zamieszkany przez Albańczyków, którzy stanowią 73% populacji. 80% regionu jest wyznania muzułmańskiego.
Powierzchnia regionu wynosi 2616 km², liczba ludności według spisu powszechnego z 2002 roku wynosiła 304 125 osób, zaś według szacunków w 2016 roku wynosiła 320 826 osób. Największe miejscowości regionu to Tetowo oraz Gostiwar.
Region połoski graniczy z Kosowem, Albanią, regionem południowo-zachodnim oraz regionem skopijskim.

## Gminy w regionie
- Bogowińe
- Brwenica
- Wrabcziszte
- Gostiwar
- Żelino
- Jegunowce
- Mawrowo-Rostusza
- Tearce
- Tetowo